# Partito Panameñista
Il Partito Panameñista (in spagnolo Partido Panameñista) è un partito politico panamense tuttora esistente.
Il partito è il secondo più antico di Panama: è stato fondato nel 1932 da Harmodio Arias Madrid, un editore, col nome di Partito Nazional-Rivoluzionario. La sua composizione era in gran parte proveniente da Azione Patriottica comunale, un'organizzazione nazionalista che si opponeva in maniera risoluta all'influenza statunitense a Panama e che aveva già portato ad un colpo fallito nel 1930. In quegli anni il partito aveva un acceso riferimento al fascismo, soprattutto per la dottrina sociale che contestava le multinazionali statunitensi.
Nel 1936, il fratello minore di Harmodio, Arnulfo, ha preso il controllo del partito. Nei primi anni '30, aveva iniziato la promozione di una dottrina nazionalista chiamato "Panameñismo", e questa divenne la base per il partito. È stato rinominato a partire da metà degli anni '40.
Il partito è stato dominato da Arnulfo Arias, che è stato eletto presidente di Panama per tre volte e per tre volte subito deposto dai militari. Dopo la sua terza uscita, nel 1968, un piccolo gruppo dissidente ha rotto con Arnulfo Arias per sostenere il regime militare di Omar Torrijos. In cambio, Omar Torrijos regime i dissidenti consentito di prendere in consegna la parte della registrazione. La maggioranza, tuttavia, è rimasta con Arnulfo e si è rinominata partito Panameñista autentico, noto per il suo acronimo spagnolo, "PPA", uno dei principali oppositori a Manuel Noriega.
Arnulfo avrebbe dovuto essere il candidato del partito per la presidenza nel 1989, ma morì nel 1988. Per le elezioni del 1989, il partito è stato il principale componente di una coalizione anti-Noriega, insieme alla PVP di Guillermo Endara. Ha vinto con un margine di oltre 3 a 1 il partito Noriega, ma le elezioni sono state annullate da Noriega stesso. Noriega è stato rovesciato pochi mesi più tardi, e Guillermo Endara ha preso il suo posto come presidente della nazione.
Nel 1990, il partito è stato ribattezzato Partito Arnulfista in onore del leader, anche se già da molti anni i membri del partito erano stati chiamati "Arnulfistas". È stato il principale partito di opposizione al Partito Rivoluzionario Democratico di Ernesto Pérez Balladares, riconquistando la presidenza nel 1999 sotto Moscoso.
Durante le elezioni dell 2 maggio 2004, ha ottenuto il 19,2% del voto popolare e 17 dei 78 seggi. Nelle elezioni presidenziali dello stesso giorno, il suo candidato, José Miguel Alemán è finito terzo, con il 16,4% dei voti.
Il partito nel 2005 ha cambiato il suo nome tornando al vecchio nome Panameñista.
A Panama è il secondo più grande partito politico, con oltre 250.000 iscritti.